# 漆山村 (新潟県)
漆山村（うるしやまむら）は、かつて新潟県西蒲原郡にあった村。1955年1月1日の合併によって消滅し、現在は新潟市西蒲区の一部となっている。
以下の記述は合併直前当時の旧漆山村に関しての記述であり、現在では名称等が異なる場合がある。なお、ここに記述されていない内容に関しては新潟市などの記事を参照。

## 沿革
- 1889年（明治22年）4月1日 - 町村制施行に伴い西蒲原郡漆山村、古志田村新田、寺潟村新田、下郷屋村新田が合併し、漆山村が発足。
- 1901年（明治34年）11月1日 - 西蒲原郡馬堀村、潟南村、佐渡山村（一部）と合併し、漆山村を新設。
- 1949年（昭和24年）4月1日 - 大字赤鏥を分離し、西蒲原郡巻町に編入。
- 1955年（昭和30年）1月1日 - 西蒲原郡巻町、峰岡村、浦浜村、松野尾村、角田村と合併し、巻町を新設して消滅。

## 地域
漆山村は、合併した村名を継承する以下の大字で構成される。
漆山（うるしやま）
1889年（明治22年）まであった漆山村の区域。現在の新潟市西蒲区漆山。
古志田（こしでん）
1889年（明治22年）まであった古志田村新田の区域。現在の新潟市西蒲区巻東町。
寺潟（てらがた）
1889年（明治22年）まであった寺潟村新田の区域。現在の新潟市西蒲区巻東町。
下郷屋（しもごうや）
1889年（明治22年）まであった下郷屋村新田の区域。現在の新潟市西蒲区巻東町。